# Shahrestān di Abadan
Lo shahrestān di Abadan (in farsi شهرستان آبادان) è uno dei 26 shahrestān del Khūzestān, in Iran. Il capoluogo è Abadan. Lo shahrestān è suddiviso in 2 circoscrizioni (bakhsh):
- Centrale (بخش مرکزی)
- Arvand Kenar (بخش اروندکنار), con la città di Arvand Kenar.